# Wattepad

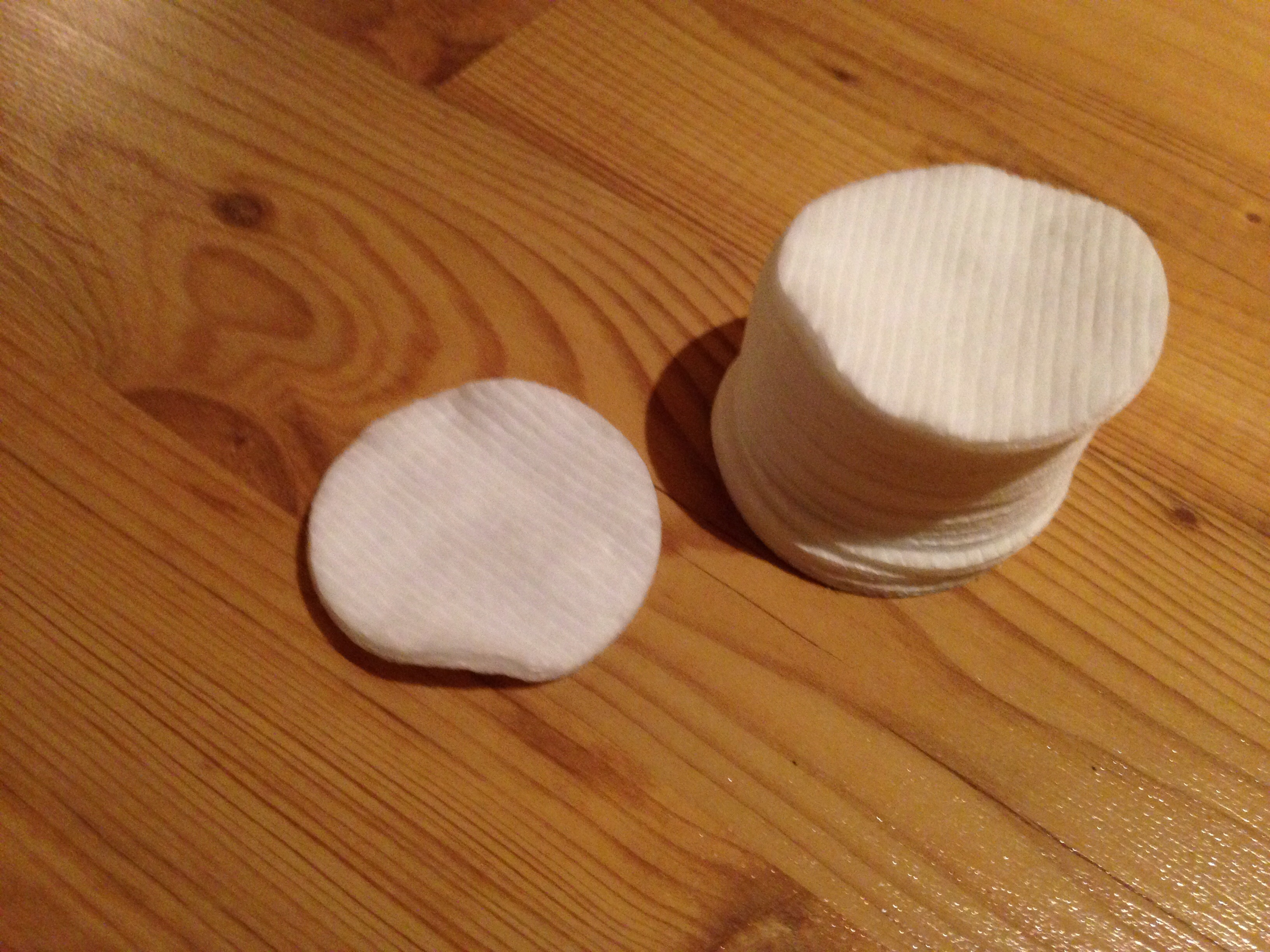
Wattepads

Unter Wattepads versteht man runde, ovale, quadratische oder rechteckige Pads aus Watte, das heißt aus einem grundsätzlich losen Gefüge aus Fasern, die nur auf Grund der Haftung untereinander ein Volumengefüge ergeben. Traditionell wurde hauptsächlich Baumwolle eingesetzt, die durch Wasserstrahlvernadelung verfestigt wurde. In neueren Generationen erfolgt die Verfestigung zusätzlich oder ausschließlich durch Thermobonding. Hierbei werden Schmelzfasern zugesetzt, die durch Verschmelzung zur Ausbildung einer dreidimensionalen Struktur führen.
Verwendung finden Wattepads hauptsächlich zur Gesichtsreinigung und zum Entfernen von Schminke. In dieser Funktion haben sie eine hohe Verbreitung und die früher eingesetzten Wattebällchen weitgehend abgelöst.
Siehe auch: Wattestäbchen